# Fundació de França
La Fondation de France (FDF) és un organisme privat, reconegut d’utilitat pública i independent, creat per decret l’any 1969, que fomenta i transforma els desitjos d’actuar amb caràcter filantròpic en accions d’interès general útils i sostenibles.